# Isabel Borja Enríquez
Isabel Borja Enríquez (Gandia, 5 de gener de 1498 - Valladolid, 28 d'octubre de 1557), també coneguda al seu orde com Francesca de Jesús, fou una religiosa claretiana fundadora de les Descalzas Reales de Madrid. Filla de Joan Borja, segon duc de Gandia, i de María Enríquez y de Luna, era una noble valenciana vinculada a l'humanisme.

## Biografia
Isabel va rebre de la seva mare una acurada instrucció literària, ja que se sap que dominava el llatí, el grec i els clàssics. Quan, als onze anys, es va tractar el seu matrimoni amb l'hereu del duc de Sogorb, va rebutjar amb fermesa la proposta. Als dotze anys va demanar l'hàbit al convent de les clarisses descalces de Santa Clara de Gandia, que no li va ser concedit per la por que tenia l'abadessa de contrariar la seva mare, la duquessa. La noia va forçar la situació entrant al convent amb una excusa i després negant-se a sortir, amb la qual cosa els seus pares van quedar finalment persuadits de la fermesa de la seva determinació.
Va vestir l'hàbit de clarissa l'any 1510 i va professar solemnement el 1511 amb el nom de Francesca de Jesús. Com era costum entre les dames nobles que elegien la vida religiosa va efectuar al convent una generosa donació: 1.000 ducats per a la custòdia de plata i 500 per a l'araceli. La seva mare es reuniria amb ella poc després, un cop va enviudar i la va succeir son fill, el tercer duc de Gandia, un cop casat. María Enríquez, que prengué el nom en religió de Maria Gabriela, fou abadessa entre 1514 i 1519, en què va renunciar al càrrec. La seva filla va ser elegida abadessa l'any 1533, i va ocupar el càrrec fins a 1548.
Francesca de Jesús va ser la primera dona del casal dels Borja que va ingressar a les clarisses, però després la seguiren la seva mateixa mare i cinc nebodes més, filles dels dos matrimonis del tercer duc de Gandia: Maria de la Creu, Joana Evangelista, Joana Baptista, Maria Gabriela i Joana de la Creu. La majoria van rebre l'hàbit de mans de la seva tia, així com Dorotea, filla del quart duc de Gandia, el futur Sant Francesc de Borja.
Quan Juana d'Áustria, germana de Felip II, va voler fundar un convent on retirar-se a Madrid va recórrer a Francesca, la qual va començar a organitzar les Descalzas Reales, que estaria format per trenta-tres clarisses, en record de l'edat de Crist, totes elles nobles i netes de sang impura.
Francesc de Borja, son nebot, i Ignasi de Loiola, aconseguiren de Roma la llicència per a la nova fundació de Madrid (1549), que passà abans per una estada de la comunitat fundadora a Casa de la Reina, a la Rioja (1552-1557), encara que després les religioses es traslladaren a Valladolid, on va morir Francesca el 28 d'octubre de 1557.
A la seva mort, la seva fama de santedat va suscitar una gran disputa per la possessió del seu cos entre frares i monges del seu Orde.

## Obra
Maria Francesca va redactar unes exhortaciones a les religioses, incloses en la relació històrica de la fundació del convent de Madrid, publicada pel franciscà Juan Carrillo en 1616. Tres de les nombroses cartes que va escriure estan incorporades a la Crònica conventual del monestir de Santa Clara de Gandia. María Victoria Triviño en la seva antologia d'autores clarisses reprodueix un fragment de les exhortacions i una de les cartes.